# Постоянная конференция канонических православных епископов Америки
Постоянная конференция канонических православных епископов Америки (англ. Assembly of Canonical Orthodox Bishops of North and Central America) — координационный орган православных епископов, представляющий Православную Церковь на территории Северной и Центральной Америки.

## История
28 мая 2010 года в помещениях при кафедральном Свято-Троицком соборе Константинопольского Патриархата в Нью-Йорке состоялось первое заседание Постоянной конференции канонических православных епископов Америки в котором приняло участие 55 иерархов Константинопольского, Антиохийского, Московского, Сербского, Румынского, Болгарского Патриархатов и Православной Церкви в Америке.
C 17 декабря 2010 года начал действовать официальный сайт Ассамблеи
II Ассамблея канонических православных епископов Северной и Центральной Америки состоялась в 2011 году в Чикаго.
III Ассамблея канонических православных епископов Северной и Центральной Америки состоялась 10-12 сентября 2012 года в Чикаго.
Как отметил Митрополит Иларион (Капрал) в июле 2013 года: 

если бы сегодня кто-то вышел с идеей единой автокефальной Церкви в Америке, это вызвало бы огромную и очень сильную оппозицию. Поэтому идея объединения лучше выражается в совместной работе и сотрудничестве. На Ассамблее многие из нас впервые познакомились друг с другом. Разумеется, мы знали о существовании друг друга, но раньше мы никогда не общались так близко, не обменивались идеями и опытом, не обсуждали нашу работу.

Ежегодные трехдневные собрания Ассамблеи служат для обсуждения множества вещей. Мы создаем там комитеты, занятые различными областями церковной деятельности. Например, работа в университетских кампусах или подготовка армейских капелланов. Мы решаем, какие приходы и монастыри, какие юрисдикции и клирики считаются каноническими, а какие нет.
IV Ассамблея прошла в Чикаго 17-19 сентября 2013 года.
По итогам прошедшего в Стамбуле 6 — 9 марта 2014 года Совещания предстоятелей Поместных Православных церквей решено объединить все православные юрисдикции с изменением географических границ основанных в Северной и Южной Америке епископских собраний. Таким образом, на континенте будут действовать три епископских собрания: Канады, Соединенных Штатов Америки, Латинской Америки.
V Ассамблея прошла в Далласе (штат Техас) 15 — 18 сентября 2014 года.
VIII Ассамблея состоялась со 2 по 5 октября 2017 года в городе Гарфилд, штат Нью-Джерси и была посвящена обсуждение проблем, связанных с евангелизацией подрастающего поколения в современном мире. В работе приняли участие 32 канонических епископа.

## Участники

#### Константинопольская православная церковь
США
- Елпидифор (Ламбриниадис), архиепископ Американский — председатель
- Иаков (Гарматис), митрополит Чикагский
- Мефодий (Турнас), митрополит Бостонский
- Исаия (Хронопулос), митрополит Денверский
- Алексий (Панайотопулос), митрополит Атлантский
- Николай (Писсарис), митрополит Детройтский
- Савва (Зембиллас), митрополит Питтсбургский
- Герасим (Михалеас), митрополит Сан-Францисский
- Евангел (Курунис), митрополит Нью-Джерсийский
- Антоний (Паропулос), епископ Фасианский
- Димитрий (Кандзавелос), епископ Чикагский
- Севастиан (Скордаллос), епископ Зилонский
- Никита (Лулиас), митрополит Дарданелльский
- Антоний (Щерба), архиепископ Иерапольский
- Даниил (Зелинский), епископ Памфилийский
- Илия (Катре), епископ Филомилийский
- Григорий (Тацис), епископ Нисский

Канада
- Сотирий (Афанасулас), митрополит Торонтский
- Христофор (Ракиндзакис), епископ Андидский
- Георгий (Калищук), архиепископ Торонтский
- Иларион (Рудник), епископ Эдмонтонский
- Андрей (Пешко), епископ Кратейский

Мексика
- Афинагор (Анастасиадис), митрополит Мексиканский
- Панкратий (Дубас), епископ Скопельский

#### Антиохийская православная церковь
США
- Иосиф (аз-Зехлауи), архиепископ Нью-Йоркский, митрополит всей Северной Америки
- Василий (Ессей), епископ Вичитский
- Фома (Джозеф), епископ Чарльзтонский
- Александр (Муфаридж), епископ Оттавский, Восточно-Канадский и Верхне-Нью-Йоркский
- Антоний (Майклз), епископ Толедский и Среднего Запада
- Иоанн (Абдала), епископ Вустерский и Ново-Английский
- Николай (Озон), епископ Майамский

Канада
- Александр (Муфаридж), епископ Оттавский, Восточно-Канадский и Верхне-Нью-Йоркский

Мексика
- Игнатий (Самаан), митрополит Мексиканский, Венесуэльский, Карибский и всей Центральной Америки

#### Русская православная церковь
14 сентября 2018 года Священный синод Русской православной церкви постановил приостановить участие Русской православной церкви во всех епископских собраниях, богословских диалогах, многосторонних комиссиях и других структурах, в которых председательствуют или сопредседательствуют представители Константинопольского патриархата.
США
- Матфей (Андреев), епископ Сурожский, в/у Патриаршими приходами в США и Канаде (с 15 октября 2018)
- Иларион (Капрал), митрополит Восточно-Американский и Нью-Йоркский, первоиерарх РПЦЗ
- Алипий (Гаманович), архиепископ Чикагский и Среднеамерианский
- Кирилл (Дмитриев), архиепископ Сан-Францисский и Западноамериканский
- Петр (Лукьянов), епископ Кливлендский, управляющий Среднеамериканской епархией
- Феодосий (Иващенко), епископ Сеаттлийский
- Иоанн (Берзинь), епископ Каракасский и Южноамериканский, управляющий старообрядными приходами РПЦЗ
- Николай (Ольховский), епископ Манэттенский
- Лука (Мурьянка), епископ Сиракузский

Канада
- Гавриил (Чемодаков), епископ Монреальский

#### Сербская православная церковь
США
- Лонгин (Крчо), епископ Новограчаницкий и Среднезападно-Американский
- Митрофан (Кодич), епископ Восточно-Американский
- Максим (Васильевич), епископ Хумский

Канада
- Георгий (Джокич), епископ Канадский

#### Румынская православная церковь
США
- Николай (Кондря), архиепископ Американский и митрополит двух Америк

Канада
- Иоанн-Кассиан (Тунару), епископ Канадский

#### Болгарская православная церковь
- Иосиф (Босаков), митрополит Американский, Канадский и Австралийский

#### Грузинская православная церковь
- Савва (Инцкирвели), епископ Северо-Американский

#### Православная церковь в Америке
США
- Тихон (Моллард), Архиепископ Вашингтонский, Митрополит всей Америки и Канады
- Нафанаил (Попп), архиепископ Детройтский и Румынской епископии
- Вениамин (Питерсон), архиепископ Сан-Францисский и Западно-Американский
- Мелхиседек (Плеска) архиепископ Питтсбургский и Западно-Пенсильванский.
- Михаил (Дахулич), епископ Нью-Йоркский
- Александр (Голицын), епископ Толедский и Болгарской епархии
- Марк (Мэймон), епископ Филадельфийский и Восточно-Пенсильванский
- Давид (Махаффи), епископ Ситкинский и Аляскинский.

Канада
- Ириней (Рошон), епископ Квебекский

Мексика
- Алексий (Пачеко-и-Вера), архиепископ Мексиканский